# L.T. Meade
L.T. Meade is de schrijversnaam (pseudoniem) waarmee de Ierse Elizabeth "Lillie" Thomasina Meade Smith (Bandon, 5 juni 1844 – Oxford, 27 oktober 1914), als meest productieve en succesvolle schrijfster van haar tijd beroemd werd. 'Lillie' Meade werd geboren en groeide op in Bandon, Ierland, vestigde zich later in Londen, waar zij trouwde in 1879 met Alfred Toulmin Smith. Ze begon al met schrijven op 17-jarige leeftijd en produceerde tijdens haar leven meer dan 280 boeken, dermate productief dat er in de eerste jaren na haar dood nog elf nieuwe titels onder haar naam verschenen.
Ze stond vooral bekend om haar boeken voor jongeren, waarvan de bekendste was A World of Girls, gepubliceerd in 1886. A World of Girls verkocht 37.000 exemplaren en was van grote invloed op de meisjesschoolverhalen van de twintigste eeuw. Ze schreef echter ook 'sentimentele' en 'sensationele' verhalen, religieuze verhalen, historische romans, avonturen, romances en mysteries, waaronder een aantal met mannelijke co-auteurs. De eerste hiervan was Dr. Clifford Halifax, met wie ze voor het eerst samenwerkte in 1893 en zes boeken schreef. Een jaar later werkte ze voor het eerst samen met Robert Eustace en bracht samen met hem elf delen uit. Samen met Eustace creëerde zij twee vrouwelijke schurken, Madame Sara (in The Sorceress of the Strand) en Madame Koluchy (het brein van een bende gangsters, in The Brotherhood of the Seven Kings). Meade en Eustace creëerden ook de occulte detective en handlezer Diana Marburg ("het Orakel van Maddox Street"), die voor het eerst verscheen in de Amerikaanse editie van Pearson's Magazine in 1902.
Meade was ook oprichter en redacteur van het destijds populair maandblad voor meisjes Atalanta, dat verscheen van 1887 tot 1898. Het tijdschrift was vernoemd naar de Grieks-mythologische heldin Atalanta.
Boeken van L.T. Meade zijn onder meer gepubliceerd in het Duits, Frans en Nederlands. In Nederland onder meer uitgegeven begin 20e eeuw door Van Holkema & Warendorf, Kluitman, H.C.A. Campagne & Zoon en A.W. Bruna.
- Biblioteca Nacional de España: XX1362044
- Bibliothèque nationale de France: cb12119104n (data)
- CiNii: DA12416946
- Gemeinsame Normdatei: 1055115137
- International Standard Name Identifier: 0000 0000 8132 5384
- Library of Congress Control Number: n84107680
- Bibliotheek van het Japanse parlement: 001098249
- Nationale Bibliotheek van Tsjechië: jo2012737904
- Nationale bibliotheek van Australië: 35914698
- Nationale Bibliotheek van Israël: 987007277797605171
- Nationale Bibliotheek van Polen: a0000001116389
- Nationale en Universitaire bibliotheek Zagreb: 000179046
- Nederlandse Thesaurus van Auteursnamen: 072038357
- LIBRIS: 285892
- SNAC: w6jw96fg
- Système universitaire de documentation: 145774597
- Trove: 1143970
- Virtual International Authority File: 54180425